# 鹭鸟湖

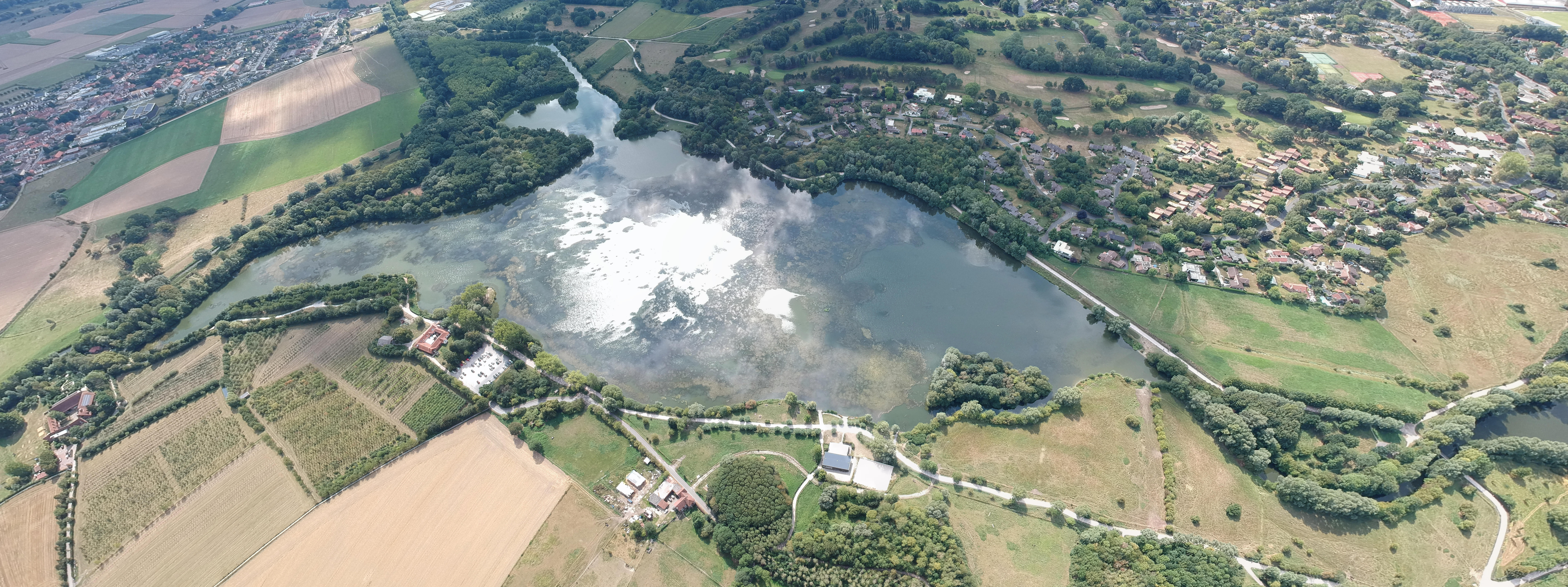

苍鹭湖公园（Parc du Héron）以苍鹭湖（Lac Héron）而得名，它位于法國阿斯克新城中央位置，北部是Cousinerie区，南部是Brigode区，东边是Marque和forets-sur-Marque 两条河流，西边是市公园。水和绿地总占地大约110公顷。为了保护动植物，1995年，苍鹭湖以东的75公顷区域被划分为人工自然保护区，2012年被列为北方大区自然保护区。园中的苍鹭湖向东一直延伸到Marchenelles人造山丘，山丘是由湖中挖出泥土所填而成，最高点达到40米。1981到1982年期间由于大量种植树木，山丘现在基本算得上是个森林，其中大约有120 000 课树木，主要包括桤树，杨树，榆树，橡树。
这片大公园里还包括Asnapi考古小公园，狩猎小屋（建于17世界，后来被Devoir会士翻新），Petitprez农场，苍鹭农场。从2002年开始，苍鹭湖公园归于大里尔绿色和平组织管理，2004年期间，公园得到了重新开发规划，修建了很多散步用的小道，现在它成为周末散步，骑车，湖边读书的理想之地。据统计2009一年就有近500 000人受益。

## 历史
- 1978年，阿斯克新城市支持José Bové在Larzac高原进行的斗争，他在Aveyron省的Montredon农场和Héron农场结为友好农场。之后几年，José Bové题名为荣誉市民。
- 1979年，Héron绿色农场得到开发
- 1981 到1982，Marchenelles小山丘开始种植活动
- 1984，Héron农场开发了一片大果园
- 1995年，苍鹭湖以东的73公顷区域被列为人工自然保护区
- 2002年，大里尔绿色和平组织开始管理苍鹭湖公园
- 2004年，散步小道得以修建
- 2012年2月，被列为大区自然保护区

## 动物
开始在湖边发现一些动物的痕迹后，然后通过统计发现有235种鸟类栖息于此。主要包括 苍鹭，欧洲黄莺，绿头鸭。还有一些在阿斯克新城常见的的野鸽，山雀，麻雀，乌鸫，杜鹃，啄木鸟，喜鹊，乌鸦，斑鸫，红喉雀等。其中一些啮齿动物，如田鼠，水鼠，六种两栖动物和190多种昆虫也被相应发现。